# Wechselburg
Wechselburg är en kommun och ort i Landkreis Mittelsachsen i förbundslandet Sachsen i Tyskland. Kommunen har cirka 1 700 invånare.